# Euptychia sabina
Euptychia sabina är en fjärilsart som beskrevs av Felder 1867. Euptychia sabina ingår i släktet Euptychia och familjen praktfjärilar. Inga underarter finns listade i Catalogue of Life.